# Legio XIX
Legio XIX was een Romeins legioen dat in het jaar 9 in de slag bij het Teutoburgerwoud werd vernietigd.

## Geschiedenis
Het 19e legioen werd waarschijnlijk in 41/40 v.Chr. opgericht door Gaius Julius Caesar Octavianus, de latere keizer Augustus, om te strijden tegen Sextus Pompeius. Nadat Pompeius verslagen was bevond het legioen zich waarschijnlijk in de Romeinse provincie Gallia Aquitania. In 15 v.Chr. bevond het legioen zich in de provincie Raetia en rond 8 v.Chr. werd het legioen in de militaire provincie Germania in het Rijngebied gestationeerd. In het jaar 9 was het 19e legioen in Haltern gestationeerd:
In september van datzelfde jaar werd het 19e met het 17e en 18e legioen vernietigd in de slag bij het Teutoburgerwoud door de Germaanse veldheer Arminius. Het Romeinse leger zou de legioencijfers 17, 18 en 19 nooit meer gebruiken.
In het jaar 15 wist Germanicus Julius Caesar tijdens zijn tweede Veldtocht in Germania het verloren veldteken (aquila) van het 19e legioen bij de Germaanse stam de Bructeren terug te vinden. Lucius Stertinius was degene die de adelaar ontdekte.